# Pierre Paul Émile Roux
Pierre Paul Émile Roux, francoski zdravnik in bakteriolog, * 17. december 1853, Confolens (Charente), Francija, † 3. november 1933, Pariz.
Bil je eden od najbližjih Pasteurjevih sodelavcev. Znan je predvsem po tem, da je razvil učinkovit serum proti davici, ki je bila takrat še izjemno smrtonosna bolezen, predvsem pri otrocih.